# E-mailadresse
E-mailadresse (også: e-postadresse) er adressen på en elektronisk postkasse. Formatet er fastlagt ved forskrifterne i RFC 2822.
Eksempel på brug: På mange internetsider bliver man bedt om at indtaste f.eks. sit navn eller sin e-mailadresse, og her sparer man tid og besvær. [Politiken, 25. marts 1999]
Før 2012-udgaven af Retskrivningsordbogen var e-mail-adresse (med to bindestreger) den eneste korrekte stavemåde, men denne er ikke længere korrekt.